# El Capitan
El Capitan – formacja skalna o ponad kilometrowej wysokości położona w dolinie Yosemite, w środkowej Kalifornii. Ten granitowy monolit to jeden z najbardziej cenionych celów wspinaczkowych.
Nazwa „El Capitan” pochodzi z 1851 roku i jest luźnym tłumaczeniem indiańskiej nazwy góry, zapisywanej jako „To-to-kon oo-lah” lub „To-tock-ah-noo-lah”. Nie jest pewnym, czy pierwotna nazwa była odniesieniem do konkretnego wodza plemiennego, czy znaczyła po prostu „wódz” lub „skalny wódz”. Współcześnie formacja bywa nazywana zdrobniale, „El Cap”, szczególnie wśród wspinaczy.
Na szczyt El Capitana można dotrzeć trasą turystyczną z doliny Yosemite, jednak prawdziwym wyzwaniem dla wspinaczy jest pokonanie pionowej granitowej ściany, na której poprowadzonych jest ponad 70 wielkościanowych dróg wspinaczkowych, w tym jedna z najsłynniejszych na świecie, The Nose o deniwelacji 900 metrów.
Firma Apple użyła nazwy "El Capitan" dla jednej z wersji systemu Mac OS X, kontynuując konwencję nazw systemu związaną z górskimi pasmami Kalifornii.

## Historia wspinaczki
Niegdyś uważane za niemożliwe do zdobycia, granitowe ściany El Capitana są teraz standardem wspinaczki wielkościanowej. „El Cap” ma dwie główne ściany, południowo-wschodnią oraz południowo-zachodnią, pomiędzy którymi znajduje się masywny „cypel” zwany The Nose (ang. nos). Współcześnie na El Capitana prowadzi wiele popularnych dróg wspinaczkowych, jednak najszerzej znaną jest posiadający najbogatszą historię The Nose.

### Pionierzy naThe Nose
The Nose został pierwszy raz pokonany w 1958 przez Warrena J. Hardinga, Wayne’a Merry’ego i George’a Whitmore’a w 47 dni stylem wyprawowym (oblężniczym) po długich przygotowaniach, z użyciem lin poręczowych łączących obozy na całej długości drogi. Pozwalały one wspinaczom schodzić na ziemię i z powrotem wracać na ścianę podczas 18-miesięcznego okresu przygotowań i poręczowania, jednak ich użycie wiązało się z wysokim ryzykiem, jako że ze względu na długotrwałe działanie niskich temperatur, liny niejednokrotnie pękały. Ekipa wspinaczy używała głównie techniki sztucznych ułatwień, stosując liny, haki i śruby, by pokonać trudności.
Drugiego przejścia drogi The Nose dokonali w 1960 roku Royal Robbins, Joe Fitschen, Chuck Pratt i Tom Frost w 7 dni, również techniką sztucznych ułatwień, przejście miało jednak styl alpejski, nie wyprawowy. Było to pierwsze ciągłe przejście drogi, bez wracania do podstawy ściany i powrotu wzdłuż lin poręczowych. Pierwszym wspinaczem który pokonał The Nose solo był Tom Bauman, w roku 1969. W ciągu jednego dnia The Nose został zdobyty w 1975 przez Johna Longa, Jima Bridwella i Billy’ego Westbaya. Obecnie The Nose kusi wspinaczy o zróżnicowanym doświadczeniu i umiejętnościach, około 60% prób zdobycia kończy się sukcesem. Przebycie drogi zajmuje sprawnemu wspinaczowi 2-3 dni ciągłej wspinaczki.

### Rozwój dróg wspinaczkowych

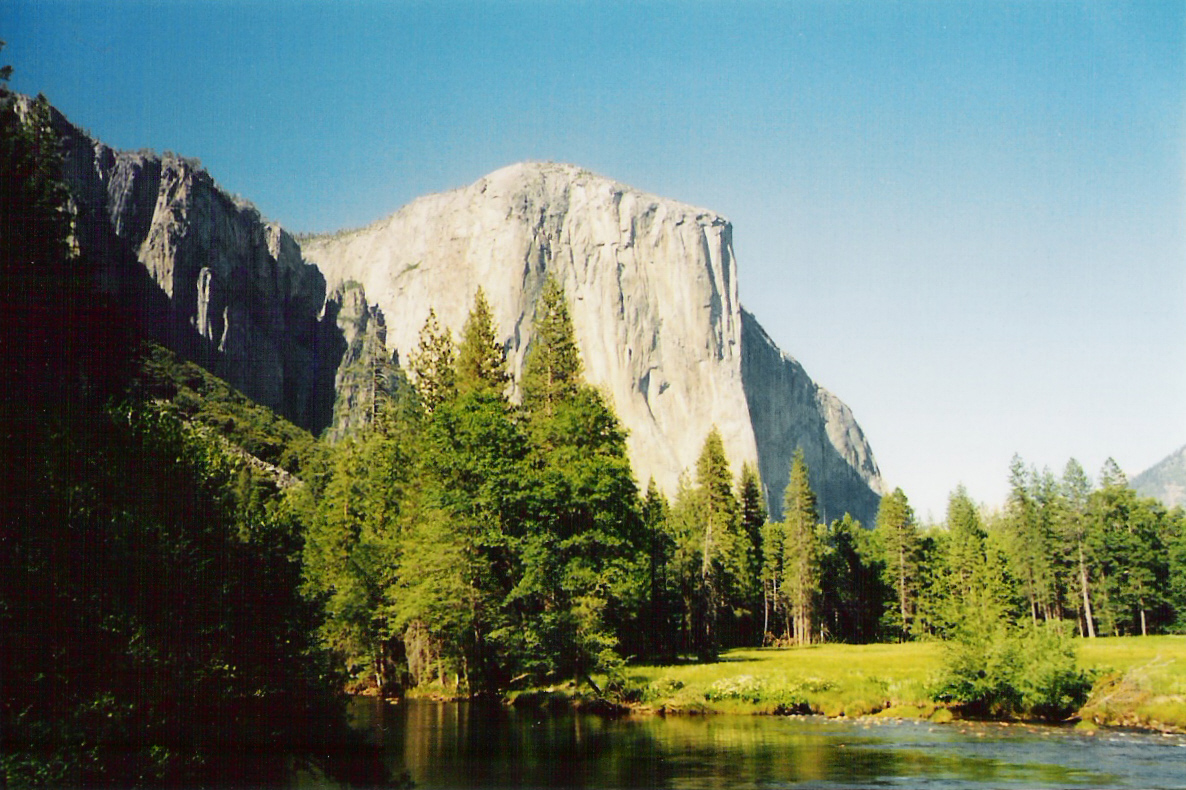
El Capitan i rzeka Merced

W latach 60. i 70. eksplorowane były inne ściany El Capitana, a wiele wytyczonych wtedy dróg jest popularna do dzisiaj. Pośród wczesnych klasyków wymienić można Salathe Wall (1961, Royal Robbins, Chuck Pratt i Tom Frost) na ścianie południowo-zachodniej i North America Wall (1964, Royal Robbins, Yvon Chouinard, Chuck Pratt i Tom Frost) na ścianie południowo-wschodniej. Również w latach 60. poprowadzone zostały takie drogi jak Dihedral Wall (1962, Ed Cooper, Jim Baldwin i Glen Denny), West Buttress (1963, Layton Kor i Steve Roper) i Muir Wall (1965, Chouinard i TM Herbert). Do późniejszych przejść zaliczają się: Wall of the Early Morning Light (1970, Warren Harding i Dean Caldwell), Zodiac (1972, Charlie Porter (solo)); The Shield (1972, Porter i Gary Bocarde); Mescalito (1973, Porter, Steve Sutton, Hugh Burton i C. Nelson); Pacific Ocean Wall (1975, Jim Bridwell, Billy Westbay, Jay Fiske i Fred East); Sea of Dreams (1978, Bridwell, Dale Bard i Dave Diegelman); i Jolly Roger (1979, Charles Cole i Steve Grossman). Obecnie opisanych jest ponad 70 dróg wspinaczkowych na El. Mimo to nieustannie wytyczane są nowe drogi, zwykle będące rozwinięciem lub połączeniem już istniejących.

### Wspinaczka klasyczna
Gdy jasnym stało się, że każda ściana El Capitana może być zdobyta przy zastosowaniu techniki sztucznych ułatwień, niektórzy wspinacze rozpoczęli poszukiwania dróg możliwych do pokonania klasycznie – bez użycia sprzętu wspinaczkowego w celu poruszania się w górę – lub z jego minimalnym wykorzystaniem. Droga West Face pokonana została klasycznie w roku 1979 przez Raya Jardine’a i Billa Price’a, jednak mimo wysiłków Jordina i innych wspinaczy The Nose opierała się przejściom klasycznym przez kolejne 14 lat.
Pierwszą z głównych dróg El Capitana pokonanych klasycznie nie była jednak The Nose lecz The Salathe Wall. Todd Skinner i Paul Piana dokonali przejścia w 1988 roku - zajęło im to 9 dni wspinaczki oraz 30 dni przygotowań, a droga została wyceniona na 5.13b w skali amerykańskiej.
The Nose był drugą z ważnych dróg zdobytych klasycznie. Dwa wyciągi długo stanowiły przeszkodę nie do pokonania: Great Roof oraz Changing Corners, obie wycenione obecnie na 5.13+. W 1993 roku Lynn Hill bliska była przejścia drogi, pokonując jako pierwsza Great Roof i wspinając się bez odpadnięcia aż do obozu VI. Nie udało jej się jednak pokonać wyciągu Changing Corners - zatrzymał ją hak osadzony w kluczowym chwycie na palec. Po usunięciu haka Hill ponownie przeszła drogę od ziemi i po czterech dniach osiągnęła wierzchołek, stając się pierwszą osobą która przeszła The Nose klasycznie. Rok później Hill powróciła, by jako pierwsza pokonać The Nose w jeden dzień. Docierając na szczyt w 23 godziny, ustaliła nowy standard wspinaczki na El Capitanie.
The Nose został pokonany klasycznie po raz drugi dopiero w 1998 roku, gdy Scott Bruke przebył go po 261 dniach rozpracowywania drogi. 14 października 2005 roku Tommy Caldwell i Beth Rodden jako trzecia i czwarta osoba na świecie (i pierwsza para) pokonali The Nose. Zajęło to małżeństwu 4 dni, podczas których, zmieniając się na prowadzeniu, każdy z wspinaczy pokonał klasycznie każdy wyciąg. Dwa dni później Caldwell powrócił, by pokonać The Nose w mniej niż 12 godzin. Po dwóch tygodniach znów był na El Capitanie, by zdobyć gorę dwukrotnie w ciągu dnia, wspinając się z Rodden na The Nose, a następnie, zjeżdżając i prowadząc Freeridera, łącznie w czasie 23 godzin i 23 minut.

### Wspinaczka na czas
Szybkie wspinanie się na El Capitana z użyciem techniki sztucznych ułatwień jest bardzo popularne. Najwięcej szybkich przejść odnotowuje się na 31-wyciągowej drodze The Nose (2900 stóp wysokości). Początek rywalizacji najszybszych wspinaczy na tej drodze rozpoczął się pod koniec lat 70. Pierwszy odnotowany rekord należał do Mike’a Lechlinskiego i Johna Bachara (15 godzin). Później kolejne rekordy na The Nose poprawiane były ponad dwadzieścia razy. Najbardziej znanymi w tej konkurencji wspinaczami był Hans Florine (rekord - swój lub innych wspinaczy - poprawiał osiem razy, schodząc od 8 godzin 6 minut w 1990 roku do 2:23:46 w 2012 roku), Alex i Thomas Huberowie (2:45:45 w 2007 roku) czy Dean Potter (jego najlepszy wynik to 2:36:45 w 2010 roku). Aktualny rekord należy do zespołu Alex Honnold i Tommy Caldwell – w czerwcu 2018 roku przebiegli oni The Nose w 1:58:07. Wszystkie wskazane rekordy szybkości padły w zespołach dwuosobowych.

## BASE jumping

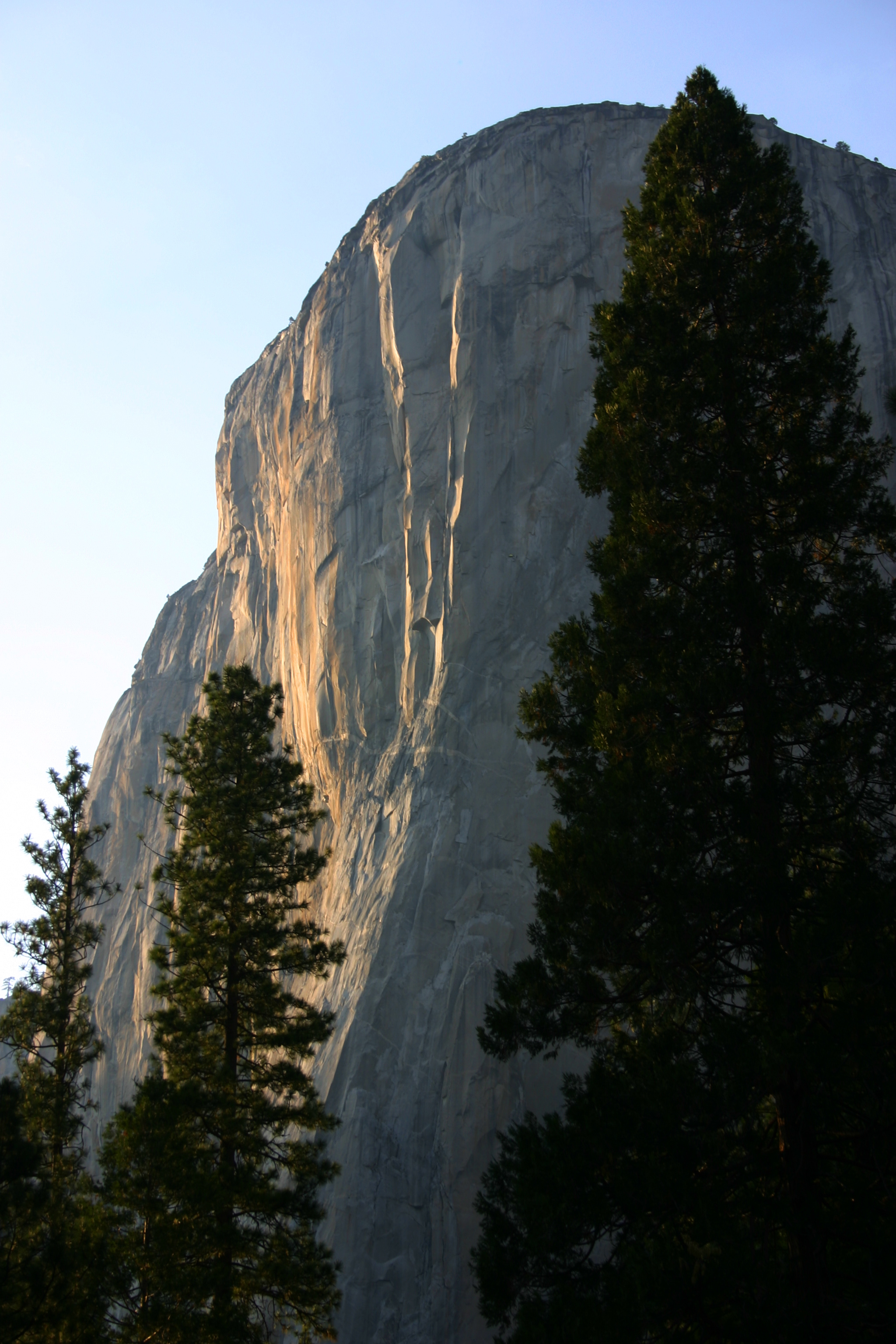
Południowo-wschodnia ściana El Capitana widziana z doliny Yosemite

Historia BASE jumping (skoków spadochronowych z różnorodnych obiektów, między innymi skał) na El Capitanie była burzliwa i obecnie praktyka ta zakazana jest przez National Park Service.
Pierwszego skoku BASE z El Capitana dokonali Michael Pelkey i Brian Schubery 24 lipca 1966 roku. Obaj mężczyźni w wyniku skoku odnieśli obrażenia, między innymi połamali kości. W latach 70. dzięki sprzętowi wyższej klasy i odpowiedniemu treningowi dokonano wielu bezpiecznych i zakończonych sukcesem skoków BASE. W roku 1980 National Park Service wprowadziło eksperymentalny system pozwoleń na skoki BASE. Żaden ze skaczących legalnie BASE jumperów nie odniósł poważniejszych obrażeń, nie było też wypadków śmiertelnych, jednak ze względu na ignorowanie przez skoczków regulaminu parku narodowego i zasad ochrony przyrody po kilku miesiącach wydawanie zezwoleń zostało wstrzymane. Od tego czasu National Park Service wprowadził zakaz skoków BASE z El Capitana. 23 października 1999 roku BASE jumperka i kaskaderka Jan Davis zginęła podczas nielegalnego skoku BASE oddanego w proteście przeciw wprowadzonemu przez park zakazowi. Walka skoczków BASE z władzami parku narodowego o dostęp do El Capitana trwa do dziś.